# Tom Finney
Sir Thomas Finney, OBE (ur. 5 kwietnia 1922 w Preston, zm. 14 lutego 2014) – angielski piłkarz, grał na pozycji napastnika i skrzydłowego.

## Życiorys
Przez całą swoją karierę (1946–1960) występował w klubie Preston North End, będąc jednym z najwybitniejszych skrzydłowych swoich czasów. Wystąpił z tym klubem 433 razy, zdobywając 187 bramek. W 1963 roku został piłkarzem Distillery, ale nie rozegrał tam ani jednego meczu.
W reprezentacji Anglii w latach 1946–1958 zagrał 76 razy i strzelił 30 goli.
Jako pierwszy gracz dwukrotnie zdobył tytuł Piłkarza Roku (1954 i 1957).